# U.S. Fiumana
Unione Sportiva Fiumana hay US Fiumana là một câu lạc bộ bóng đá Ý có trụ sở tại thành phố Rijeka của Croatia ngày nay. Câu lạc bộ hoạt động từ năm 1926. đến năm 1945, vào thời điểm thành phố là một phần của Vương quốc Ý và thường được gọi bằng tên tiếng Ý là Fiume. Sân nhà của câu lạc bộ là Stadion Kantrida ngày nay, vào thời điểm đó có tên là Stadio Comunale del Littorio.
Trong suốt thời gian tồn tại, câu lạc bộ đã thi đấu trong hệ thống giải đấu của Ý, dành phần lớn thời gian ở giải đấu hạng hai và hạng ba, kết thúc mùa giải cuối cùng của họ ở vị trí thứ 4 trong bảng A của 1942-43 Serie C. Sau năm 1943, câu lạc bộ đã ngừng thi đấu và vào tháng 6 năm 1945, câu lạc bộ chính thức bị giải thể bởi một sắc lệnh do chính quyền cộng sản Nam Tư ban hành, khi thành phố được chuyển đến Nam Tư sau khi Thế chiến II kết thúc.
Năm 1946, câu lạc bộ Croatia NK Rijeka đã được thành lập và thay thế Fiumana trở thành đội bóng đá hàng đầu của thành phố.

## Lịch sử
Câu lạc bộ được thành lập vào năm 1926. với tên gọi là Unione Sportiva Fiumana sau khi sáp nhập hai câu lạc bộ địa phương trước đó - Gloria Fiume và Olympia Fiume. Fiumana bắt đầu chơi ở Giải hạng nhất (Prima Divisione), giải hạng hai của Giải vô địch bóng đá Ý, và đạt đến Giải quốc gia (Divisione Nazionale), giải hạng nhất của bóng đá Ý vào năm 1928. Sau năm 1929., đội thi đấu ở Serie B trong các mùa 1929–1930 và 1941–1942.

## Danh hiệu
- Serie C:
  - Chiến thắng (1): 1940/41.